# ナースホルン
ナースホルン（独：Nashorn）とその初期型・ホルニッセ（独：Hornisse）は、第二次世界大戦期にナチス・ドイツで開発された対戦車自走砲。ナースホルンはサイ、ホルニッセはスズメバチの意味。制式番号はSd.Kfz.164。

## 概要
1941年、ドイツ陸軍はバルバロッサ作戦の緒戦でソ連のT-34やKV-1のような防御力に優れた戦車に接し、これらの重装甲戦車を撃破できる対戦車自走砲の必要性を実感した。
1941年9月、ベルリンのアルケット社がサイズの近いIII号戦車とIV号戦車のシャーシを統合し自走砲専用としたIII/IV号火砲搭載車輌が開発され、翌年7月にヒトラーによって15cm榴弾砲の搭載が決定された。これは後のフンメルであるが、10月に完成した試作車を実見したヒトラーは、当時完成間近であった新型対戦車砲・8.8 cm PaK 43を搭載した対戦車自走砲バージョンの開発を指示した。しかし実際には同じ砲身を用いる8.8 cm PaK 43/41をベースにしたPaK 43/1が搭載され、1943年2月に試作車が完成、5月までに100輌の生産が命じられた。与えられた制式名称は 8.8cm Pak43 (L/71) auf Fahrgestell Panzerkampfwagen III/IV (Sf) または8.8cm Pak43 (L/71) auf Geschützwagen III/IV だが、もっぱら対戦車自走砲ホルニッセ (Panzerjäger Hornisse) と呼ばれた。
PaK 43/1用の弾薬のうち、タングステン・カーバイドを弾芯とした硬芯徹甲弾 Pzgr. 40/43 では、1,000m先から30度の侵入角でも190mmの貫徹力を示した。この比類のない性能を示した砲弾は、敵の射程範囲外から攻撃を行うこと（アウトレンジ攻撃）を可能にした。
自走砲専用車台では戦車型より全長が伸ばされており、エンジンは後部から中央部へ移されていた。また、足回りの重量制限から装甲を削らざるを得ず、オープントップの戦闘室周りで10 mmしかない装甲板では、乗員はほとんど無防備に近い状態だった。

### ナースホルン

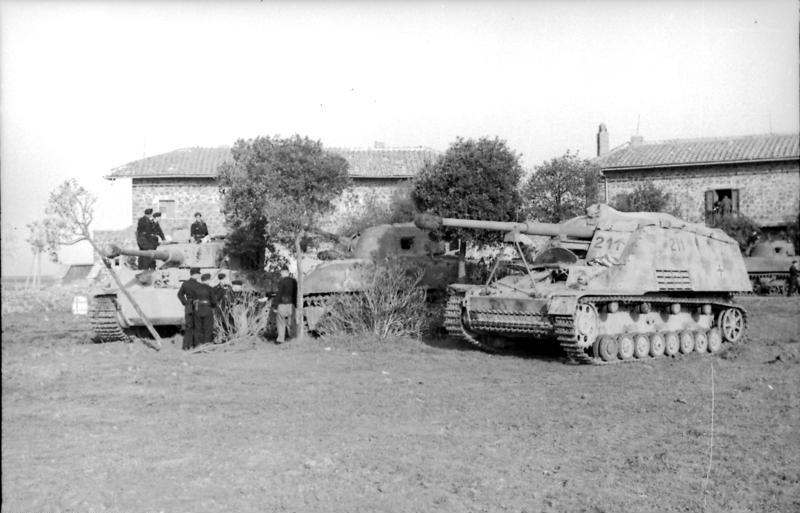
1944年3月、イタリア戦線における第525重戦車駆逐大隊所属のナースホルンで、旧型起動輪と新型トラベルクランプを装備した1943年4・5月の生産車輌。共に写っているのは第508重戦車大隊のティーガーIと、鹵獲されたM4A1。

1944年2月27日にホルニッセは、総統命令によりナースホルンと改名された。
この頃になると、移動時に砲身を固定するトラベリング・クランプが、車内からワイヤーを引くことで解除できる型に変更されるなど、いくつかの仕様変更が行われている。最後期型はフンメルによく見られるように操縦手席と（ホルニッセの場合、多くは無線が戦闘室内にあるが）無線手席の繋がった形状の前面装甲になったと推測されるが、数が少なかったのか現在までのところ写真で確認できるものはない。
ホルニッセ / ナースホルンは1943年に345輌、1944年に133輌、1945年に16輌の計494輌が生産された。新たにドイツの対戦車装甲車輌として、IV号駆逐戦車やヤークトパンター等のより防御力の高い駆逐戦車が登場、また同じシャーシを用いるフンメルの生産が優先されたこともあり、当初月産45輌を目指したものが20輌に縮小されている。

## 配備状況

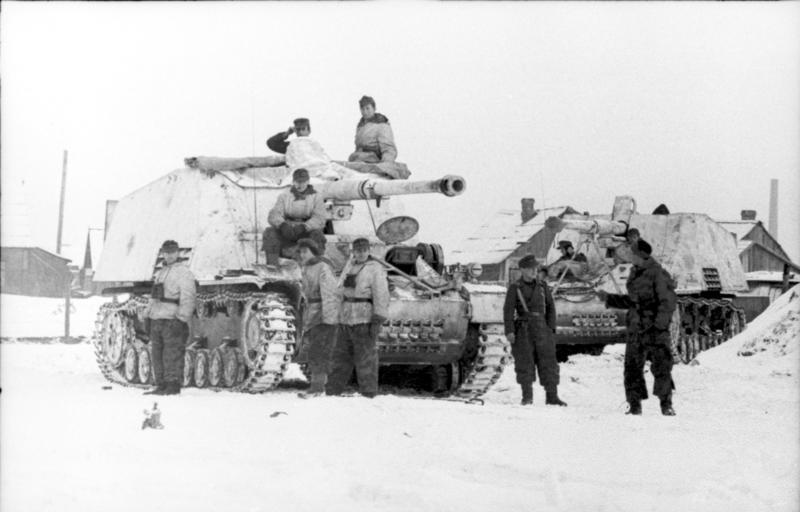
1944年1～2月、東部戦線スモレンスク戦区における、第519重戦車駆逐大隊所属のナースホルン。

ホルニッセ / ナースホルンは重戦車駆逐大隊(Schwere-Panzerjäger Abteilung)のうち6個大隊に配備された。具体的には、第560、第655、第525、第93、第519、第88の各大隊である。それぞれの大隊には30〜45門が配備された。
ナースホルンはクルスクの戦いが初陣となり、有効な兵器であることを証明した。ナースホルンはロシアに多い開けた平地に非常に適していた。本車は装甲が薄い、天板がないといった不利があったが、広大な射界を得ることができた。ナースホルンは、機械的信頼性の高い光学照準器による精密砲撃能力と、よく低伸する弾道特性を持つ火砲によって、敵戦車の有効射程外の遠距離から相手を討ち取ったのであった。
これ以降のほとんどの PaK 43 か KwK 43 で武装した戦車同様、ナースホルンはどんな連合軍戦車の装甲も貫徹することができた。
ナースホルンを装備した各大隊は、終戦まで全ての前線で運用した。

## 現存車両
2017年8月現在、2両が現存している。

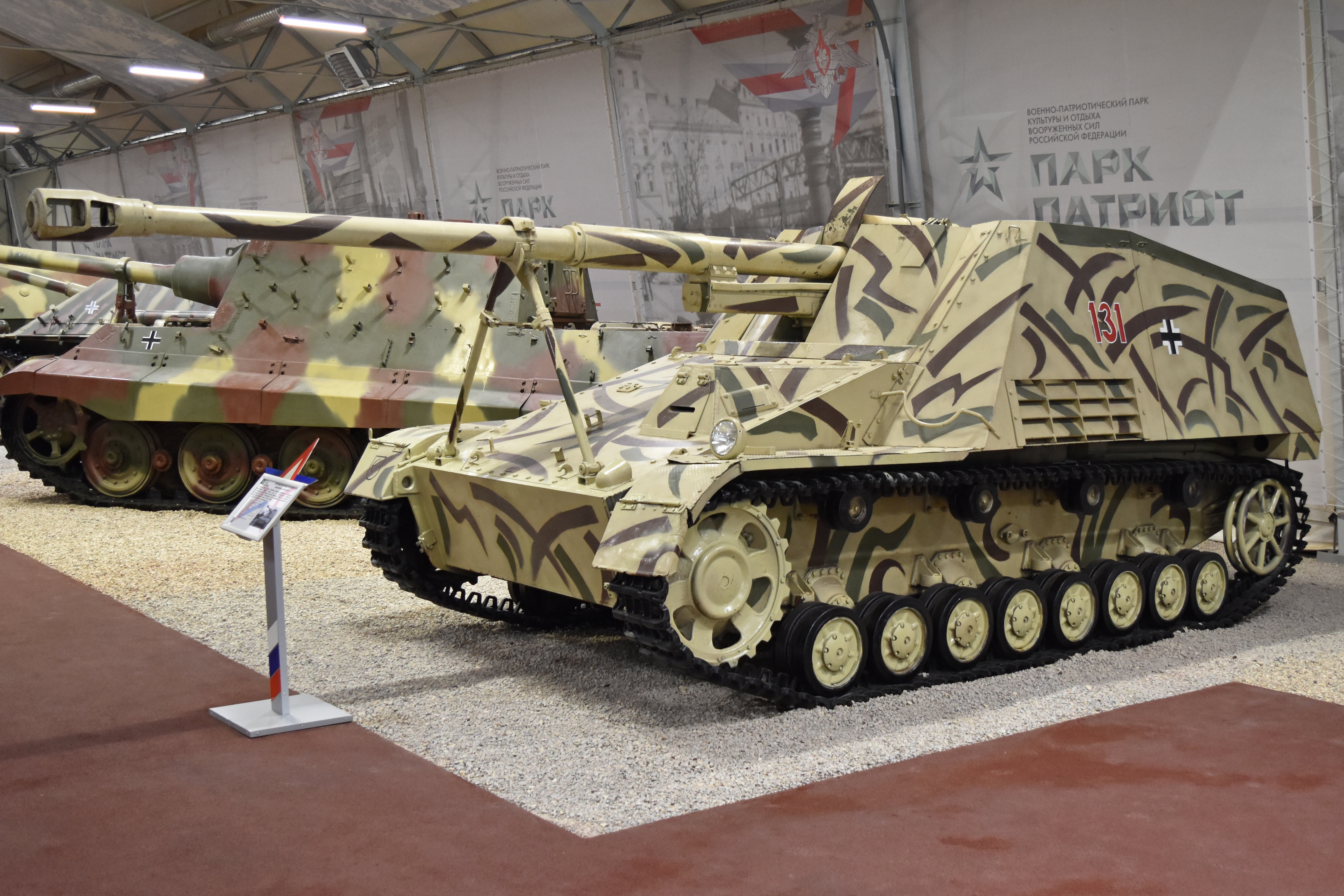
元クビンカ戦車博物館、現パトリオットパーク
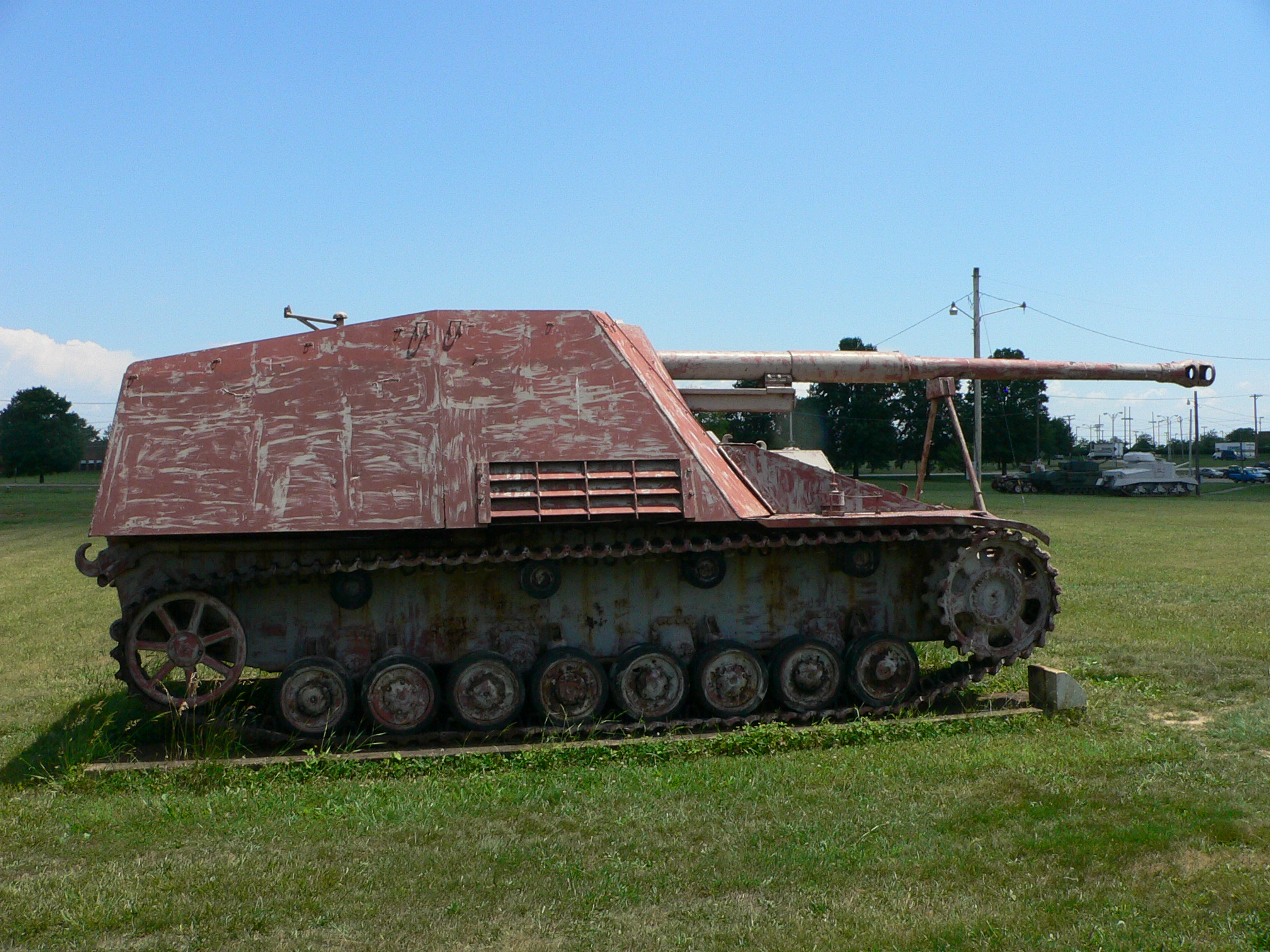
アメリカ陸軍兵器博物館

## 性能諸元（詳細）
- 製造者：ドイチェ・アイゼンヴェルケ社 Deutsche-Eisenwerke AG,Teplitz-Schönau、テプリツェ（現チェコ）
- 乗員：4-5 名
- 戦闘全備重量： 24 t
- 外形寸法
  - 全長（砲含む）：8.44 m
  - 全長（砲なし）：7.26 m
  - 全幅：2.95 m、東部戦線用履帯 Ostketten 装備時：3.176 m
  - 全高：2.65 m
  - 地上クリアランス：0.4 m
- 速度：42 km/h（整地）
- 航続距離：235 km（整地）
- 履帯：
  - 形式：シングルピン
  - 幅：400 mm
  - 地面接地長：3.80 m
  - 履帯連結数：104 枚
  - 接地圧：0.85 kg/cm2
- 牽架装置：リーフスプリング（板ばね）式
- ショックアブソーバー：なし
- 踏破能力：
  - 垂直障害：0.6 m
  - 溝・塹壕：2.3 m
  - 渡河水深：0.8 m
- エンジン：マイバッハ HL 120 TRM Ausf. A
  - 形式：垂直12気筒 60度
  - 出力：300馬力（3,000回転時）
  - 排気量：11,867リットル
  - 圧縮比：6.2-6.5:1
  - 燃料：ガソリン
  - 燃費：1キロあたり2リットル（整地）
  - 燃料積載量：470リットル（タンク2個）
- 変速機： ZF社（Zahnradfabrik Friedrichshafen AG） SSG 77 Aphon
  - 形式：マニュアル・シンクロメッシュ
  - ギア比：6/1
- ステアリング：ダイムラー・ベンツ/ウィルソン クラッチ/ブレーキ社
- クラッチ： F&S La 120 HDA 乾式、3枚ディスク
- 武装：
  - 主砲：8.8cm PaK 43/1
  - 形式：対戦車砲
  - 口径：88 mm 71口径
  - 砲尾：半自動式、水平スライドブロック
  - 横調整：手動、±15度
  - 縦調整：手動、仰角20度、俯角5度
  - 弾薬搭載量：24-40発
  - 副武装：7.92 mm×1 MG-34 または MG-42 機関銃
  - 機関銃弾：600発搭載
- 主砲照準器： Sfl. Z. F. 1a (Selbstfahrlafetten-Zielfernrohr)
  - 拡大率：5倍
  - 視野角：8度
- 間接照準器： Aushilfsrichtmittel 38
  - 拡大率：3倍
  - 視野角：10度
- 無線機： FuG Spr. f